# Bombyx lemée-oauli
Bombyx lemée-oauli är en fjärilsart som beskrevs av Lemée 1950. Bombyx lemée-oauli ingår i släktet Bombyx och familjen silkesspinnare. Inga underarter finns listade i Catalogue of Life.